# Carmen Potts
Carmen Potts, mencionada a veces como Carmen Potts de Vizcarra o de Pérez Uribe (Lima, 1841 - Ib. 17 de septiembre de 1890) fue una poeta y escritora peruana. Formó parte de la primera generación de mujeres ilustradas del Perú.

## Biografía
Hija de Guillermo Potts y Catalina Gómez. Su padre era un marino inglés que había arribado al Perú con la Escuadra Libertadora comandada por Thomas Cochrane.
Durante muchos años vivió en el puerto del Callao. Era muy joven cuando empezó a hacer colaboraciones literarias para los diarios porteños El Chalaco y El Porvenir. Compuso el drama patriótico República y monarquía, que fue estrenado el 15 de diciembre de 1862 en el teatro del Callao, representación que tuvo como primera actriz a la afamada Amalia Pérez y que mereció la ovación del público. En 1864 mandó a la prensa otro drama suyo: Efectos de una pasión. Era por entonces algo inaudito en el Perú que una mujer mandara a imprimir sus propias creaciones literarias.
Asistió frecuentemente a las veladas literarias realizadas en Lima y compuso odas a los héroes peruanos caídos en la Guerra del Pacífico. Uno de sus poemas más celebrados es el titulado «Año Nuevo», donde menciona a todas las escritoras peruanas de su tiempo, haciendo un elogio de la labor de cada una de ellas.
Otra recordada composición suya es el vals «La tres hermanas». Varias de sus poesías aparecieron en diversas publicaciones periódicas, como El Correo del Perú (1872-1877), El Perú Ilustrado (1887-1890), La Ilustración Americana (1890), entre otros.
Casó en primeras nupcias con el coronel Pedro V. Vizcarra, que falleció en 1875. Años después se casó en segundas nupcias con el comerciante Ezequiel Pérez Uribe, boda que se realizó el 3 de abril de 1882 en la iglesia del Sagrario de la capital peruana.
Falleció en Lima, el 17 de septiembre de 1890. Su foto apareció en la revista La Ilustración Americana.